# Queensland Open 1993
Il Queensland Open 1993 è stato un torneo di tennis giocato sul cemento. È stata la 97ª edizione del torneo, che fa parte della categoria Tier III nell'ambito del WTA Tour 1993. Si è giocato al Milton Tennis Centre di Brisbane in Australia dal 4 al 10 gennaio 1993.

## Campionesse

### Singolare
Conchita Martínez ha battuto in finale  Magdalena Maleeva con il punteggio di 6–3, 6–4

### Doppio
Conchita Martínez /  Larisa Neiland hanno battuto in finale  Shannan McCarthy /  Kimberly Po con il punteggio di 6–2, 6–2